# Ōtori Keisuke
 (janvier 2009).
Si vous disposez d'ouvrages ou d'articles de référence ou si vous connaissez des sites web de qualité traitant du thème abordé ici, merci de compléter l'article en donnant les références utiles à sa vérifiabilité et en les liant à la section « Notes et références ».
Ōtori Keisuke (大鳥 圭介, Ōtori Keisuke) (né le 14 avril 1833, mort le 15 juin 1911) était un commandant militaire japonais pendant les dernières années du shogunat des Tokugawa et le début de l'ère Meiji.

## Jeunesse et éducation
Ōtori Keisuke est né dans le village de Akamatsu, dans le han d'Ako dans la province de Harima (aujourd'hui la préfecture de Hyōgo). Il est le fils du docteur Naosuke Kobayashi. Il étudia à l'école Shizutani dans la province de Bizen. Ensuite il entra dans la célèbre école hollandaise de Kōan Ogata où il étudia le hollandais et la médecine. Après avoir quitté cette école, il entra à l'école Tsuboi Tadamasu à Edo (aujourd'hui Tōkyō). À Edo, il apprit aussi la stratégie militaire qui lui fut enseignée par Tarōzaemon Egawa et l'anglais par Nakahama Manjiro. Les connaissances sur l'Occident qu'il avait ainsi acquises lui permirent d'être engagé comme instructeur dans l'armée du shogunat en 1859.

## Service dans l'armée du shogunat
Juste après être entré dans l'armée, Ōtori devint un instructeur réputé au sujet des tactiques d'infanterie. Il enrichit encore ses connaissances en stratégie militaire en étudiant les tactiques de l'infanterie française à Yokohama avec le capitaine Jules Brunet[réf. souhaitée]. Il fut promu magistrat de l'Infanterie (歩兵奉行, hohei bugyō).
Il utilisa son statut de professeur respecté pour émettre nombre de suggestions concernant la réforme du shogunat. En 1864, il explique les bénéfices d'une législature basée sur un système bicaméral. Il était l'un des premiers mais pas le dernier à vouloir faire du Japon une démocratie basée sur un système occidental[réf. souhaitée].
En tant que hohei bugyō, Ōtori entraina le shogunat vers des réformes au sujet de son armée. C'est grâce à lui que fut créé le Denshūtai (伝習隊), une brigade d'élite formée de 800 hommes.

## Guerre de Boshin

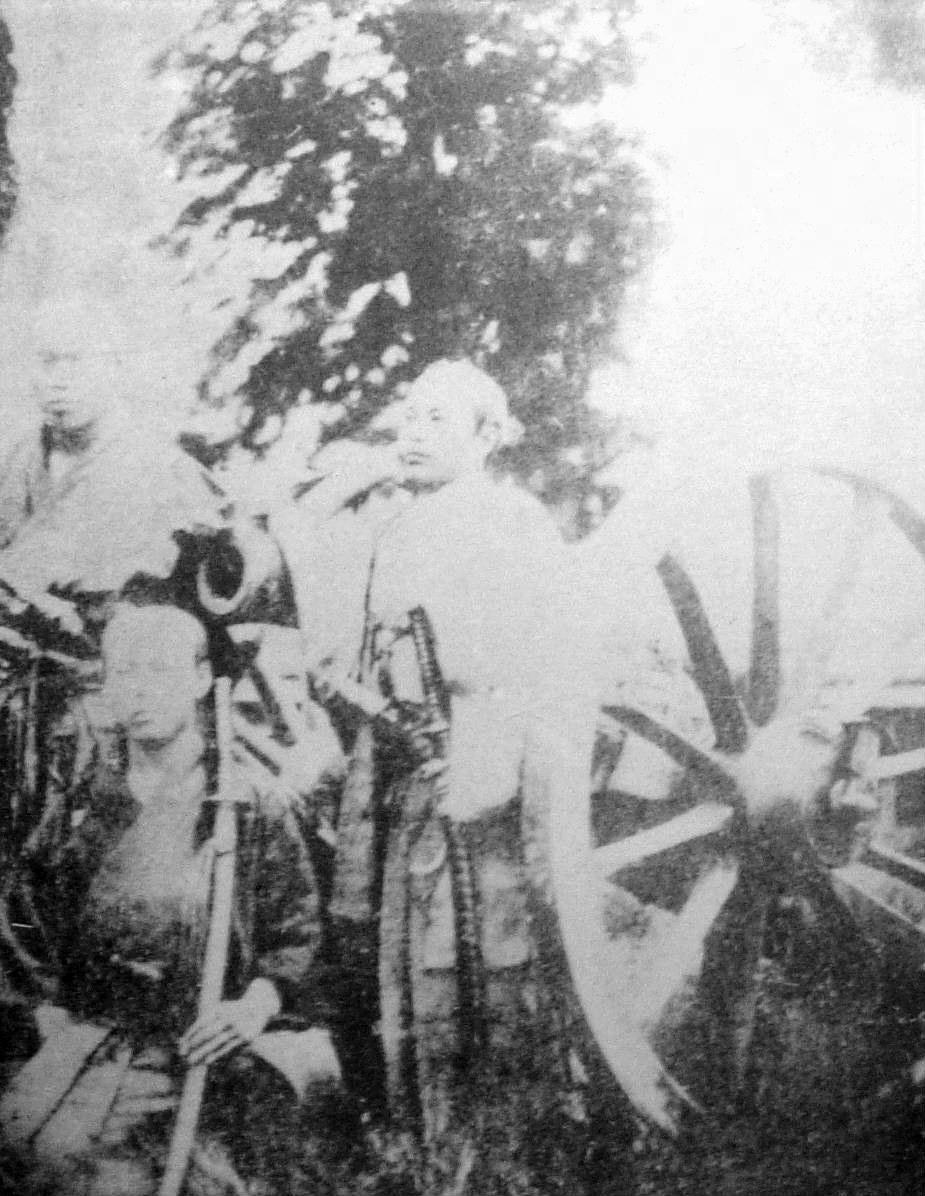
Ōtori Keisuke pendant la guerre de Boshin (au centre).

Après la défaite des forces shogunales à la bataille de Toba-Fushimi, le shogun Yoshinobu Tokugawa dans son château d'Edo se préparait à prêter allégeance au régime impérial mis en place par les troupes de Meiji. Cependant Ōtori Keisuke ne désirait pas capituler aussi vite, ce qu'il fit savoir au shogunat. Au moment où le château d'Edo se rendait, Ōtori obtint 500 hommes du shogunat au temple Hō'on-ji à Asakusa et quitta Edo accompagné d'Oguri Tadamasa. Lorsqu'ils arrivèrent à Ichikawa, ils furent rejoints par les forces du Shinsen gumi et d'autres, ce qui porta le nombre total d'hommes à 2 000. Il divisa l'ensemble des hommes en trois groupes pour préparer une attaque contre les troupes impériales.
(...)
Néanmoins, les troupes impériales avançaient toujours et Ōtori dut se réfugier avec ses troupes à Sendai. Là ils rencontrèrent Takeaki Enomoto et ils partirent avec lui vers Hokkaidō.
Peu de temps après, ils fondaient ensemble la république indépendante d'Ezo. Cette république basée sur un modèle démocratique nomma Ōtori ministre des Armées. La république, basée à Hakodate et plus particulièrement dans la forteresse du Goryōkaku, tomba finalement sous les coups de l'Armée impériale.
À la suite de cela, Ōtori fut emprisonné à Tōkyō dans une prison qu'il avait fait bâtir lorsqu'il servait l'armée shogunale.

## Ère Meiji
Même en prison, Ōtori continua à utiliser ses connaissances de l'Occident en faveur des autres prisonniers. Il aurait même réussi à mettre en place un système parlementaire parmi les prisonniers.
Après sa libération en 1872, il travailla pour le gouvernement Meiji et devint président du Gakushuin en 1886. En 1889, il fut aussi envoyé en Chine et en Corée pour s'occuper des relations de ces pays avec le Japon. Il eut un rôle non négligeable dans l'ouverture de la guerre sino-japonaise de 1895.
Ōtori s'est aussi battu pour préserver l'histoire en participant à la rédaction d'un magazine le Kyū bakufu qui avait pour but d'archiver les mémoires des combattants des forces shogunales.
Il mourut d'un cancer de l'œsophage le 15 juin 1911 à près de 80 ans.